# Радилово (Кимрский район)
Ради́лово — деревня в Кимрском районе Тверской области России.
Входит в состав Печетовского сельского поселения.

## География и транспорт
Деревня Радилово по автодорогам расположена в 30 км к северо-западу от города Кимры, в 38 км от железнодорожной станции Савёлово, и в 168 км от МКАД.
Деревня находится на реке Большая Пудица и окружена массивом мелколиственных и хвойных лесов. Почва в деревне в большинстве своем относится к супесям, во многих местах присутствуют значительные залежи торфа. К северо-востоку от деревни находится Битюковское болото.
Ближайшие населенные пункты — деревни Паскино, Володарское, Завидово, Лукьяново и Сотское.
По данным кимрской автостанции от города Кимры и железнодорожной станции Савёлово до деревни Паскино, находящейся в 3 км от деревни Радилово, ежедневно (кроме вторников) по 2 раза в день курсирует автобус ПАЗ-3205 по следующим маршрутам:
- «Яковлевское» (маршрут № 108, до деревни Яковлевское);
- «Вороново» (маршрут № 109, до деревни Николо-Ям).

## История
Деревня Радилово впервые появляется на карте Тверской губернии А. Менде 1853 г. как деревня Родилово.
В 1931 г. деревня Радилово вошла в состав Кимрского района, входящего в состав Московской области.
В 1935 г. деревня вошла в состав новообразованной Калининской области.
С начала 90-х гг. деревня была в составе Паскинского сельского округа (ликвидирован в 2006 г.).
В 2006 г. деревня Радилово вошла в состав новообразованного Печетовского сельского поселения.

## Население
| 1859 | 2002 | 2010 |
| ---- | ---- | ---- |
| 250  | ↘30  | ↘26  |

## Достопримечательности
- река Большая Пудица и близлежащие леса пользуются большой популярностью у рыболовов и охотников.

## Учреждения
На момент 2018 г. жители деревни ездят в среднюю общеобразовательную школу деревни Неклюдово, а также в город Кимры. За медицинскими услугами — в Печетовский ФАП, а также в город Кимры.
В 2018 г. в деревне Паскино, находящейся в 3 км от деревни Радилово, имеется продуктовый магазин и отделение связи.
Ближайший банкомат и отделение Сбербанка находятся в городе Кимры.